# مرد باش
« مرد باش» (به انگلیسی: Be the Man) تک‌آهنگی از هنرمند اهل کانادا سلین دیون است که در ۱۳ نوامبر ۱۹۹۷ منتشر شد.